# William Hickey
William Edward Hickey (født 19. september 1927, død 29. juni 1997) var en amerikansk skuespiller og stemmeskuespiller. Han er bedst kendt for sin Oscar-nominerede rolle som Don Corrado Prizzi i John Huston-filmen Familiens ære (1985), samt Onkel Lewis i Fars fede juleferie (1989) og sin stemmearbejde som Dr. Finklestein i Tim Burton-filmen The Nightmare Before Christmas (1993).